# Mackenziaena leachii
A Mackenziaena leachii a madarak osztályának verébalakúak (Passeriformes) rendjébe és a hangyászmadárfélék (Thamnophilidae) családjába tartozó faj.

## Rendszerezése
A fajt George Such brit ornitológus írta le 1825-ben, a Thamnophilus nembe Thamnophilus leachii néven.

## Előfordulása
Dél-Amerika keleti részén, Argentína, Brazília és Paraguay területén honos. A természetes élőhelye a szubtrópusi vagy trópusi száraz erdők, síkvidéki- és hegyi esőerdők, valamint cserjések. Állandó, nem vonuló faj.

## Megjelenése
Testhossza 25–26 centiméter, testtömege 58–62 gramm.

## Életmódja
Nagyobb rovarokkal és más ízeltlábúakkal táplálkozik, de fogyaszt csigákat is.

## Természetvédelmi helyzete
Az elterjedési területe rendkívül nagy, egyedszáma ugyan csökken, de még nem éri el a kritikus szintet. A Természetvédelmi Világszövetség Vörös listáján nem fenyegetett fajként szerepel.

## Külső hivatkozások
- Képek az interneten a fajról
- Xeno-canto.org - a faj hangja és elterjedési területe